# 寒川郡 (栃木県)
- 令制国一覧 > 東山道 > 下野国 > 寒川郡
- 日本 > 関東地方 > 栃木県 > 寒川郡

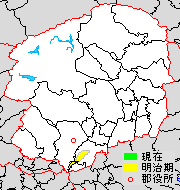
栃木県寒川郡の範囲

寒川郡（さむかわぐん）は、栃木県（下野国）にあった郡。小山市南部の思川西岸にあたる。

## 郡域
1878年（明治11年）に行政区画として発足した当時の郡域は、現在の行政区画では概ね以下の区域に相当する。
- 小山市（大字中里、鏡、網戸、楢木、生良、上生井、迫間田、寒川、小袋、井岡、下河原田および生駒の一部）

古代には思川の両岸地域だったものが、平安時代以降の中世には思川西岸のみとなった。

## 沿革

### 古代 - 中世
- 734年 - 万葉集20巻防人の歌 4376「多妣由岐尓 由久等之良受弖 阿母志〃尓 己等麻乎佐受弖 伊麻叙久夜之氣」右一首寒川郡上丁川上臣老。
- 927年 - 延喜式神名帳に、寒川郡阿房神社、胸形神社。
- 930年 - 和名類聚抄に、下野国寒川（さんがわ）郡の三郷として、真木郷、努宜郷、池辺郷。
- 1187年 - 吾妻鏡に「小山七郎朝光母〔下野大掾政光入道後家。〕給下野國寒河郡并網戸郷」。
- 野木神社が寒川郡七郷（迫間田、寒川、中里、鏡、小袋・井岡、網戸、下河原田）の総鎮守。

### 近代以降の沿革
- 明治初年時点では全域が下総古河藩領であった。「旧高旧領取調帳」に記載されている明治初年時点に存在した村は以下の通り。（13村）

中里村、鏡村、網戸村、馬場村、楢木村、生井新田、上生井村、迫間田村、寒川村、小袋村、井岡村、下河原田村、上河原田村
- 明治初年 - 馬場村が網戸村に編入。（12村）
- 明治4年
  - 7月14日（1871年8月29日） - 廃藩置県により古河県の管轄となる。
  - 11月14日（1871年12月25日） - 第1次府県統合により栃木県の管轄となる。
- 1876年（明治9年） - 生井新田が生良村に改称。
- 1878年（明治11年）11月8日 - 郡区町村編制法の栃木県での施行により、行政区画としての寒川郡が発足。下都賀郡栃木町に「下都賀寒川郡役所」が設置され、下都賀郡とともに管轄。
- 1889年（明治22年）3月12日 - 下都賀郡に編入。同日寒川郡廃止。

## 行政
下都賀・寒川郡長
| 代 | 氏名 | 就任年月日                | 退任年月日                | 備考                           |
| -- | ---- | ------------------------- | ------------------------- | ------------------------------ |
| 1  |      | 明治11年（1878年）11月8日 |                           |                                |
|    |      |                           | 明治22年（1889年）3月11日 | 下都賀郡に編入のため寒川郡廃止 |